# Doryrhamphus baldwini
Doryrhamphus baldwini är en fiskart som först beskrevs av Earl Stannard Herald och Randall 1972.  Doryrhamphus baldwini ingår i släktet Doryrhamphus och familjen kantnålsfiskar. Inga underarter finns listade i Catalogue of Life.
Exemplaren blir upp till 15 cm långa.
Arten är endast känd från några fynd vid Hawaii och norra Nya Guinea. Fynd från Kiribati behöver bekräftelse. Denna fisk lever i havet 6 till 48 meter under havsytan. Den vistas vid korallrev och klippor. Arten har små kräftdjur som föda. Dessa förekommer som parasiter på andra fiskar som Zapogon evermanni, Apogon kallopterus, Sargocentron xantherythrum och fiskar av släktet Gymnothorax. Äggen utvecklas i en påse som bildas vid hannens kropp och de kläcks inuti påsen. Det utvecklas upp till 200 ungar per tillfälle. Hannar börjar fortplanta sig vid en längd av 10,7 cm. Exemplaren är vanligen ensamlevande.
Beståndet hotas av korallrevens försvinnande och av vattenföroreningar. I regionen finns olika skyddszoner. Hela populationen antas vara stor. IUCN listar arten som livskraftig (LC).